# Epauloecus unicolor
Epauloecus unicolor é uma espécie de insetos coleópteros polífagos pertencente à família Anobiidae.
A autoridade científica da espécie é Piller & Mitterpacher, tendo sido descrita no ano de 1783.
Trata-se de uma espécie presente no território português.